# Trần Bình (liệt sĩ)
Trần Bình (1928 - 1949), Anh hùng Lực lượng Vũ trang Nhân dân, tên thật là Trần Văn Tích, sinh tại xã Minh Khai, huyện Vụ Bản, tỉnh Nam Định.
Cùng với Đặng Đình Kỳ, ông là người ám sát Chủ tịch Hội đồng An dân Bắc Việt Trương Đình Tri vào ngày 10 tháng 10, năm 1947.
Ông bị bắt trong nỗ lực ám sát bất thành Chánh mật thám Liên bang Đông Dương vào ngày 15 tháng 12, năm 1947. Tòa án binh Pháp kết án ông tử hình vào tháng 6 năm 1948, và việc thi hành án được tiến hành vào ngày 19 tháng 5, năm 1949.
Ngày 23-4-1949, Chủ tịch Hồ Chí Minh đã ký sắc lệnh tặng Huân chương chiến công hạng nhất cho ông Trần Bình và ông Đặng Đình Kỳ. Đây là lần đầu tiên cán bộ trong ngành Công an Hà Nội được tặng thưởng huân chương này.
Năm 1995, Trần Bình được tuyên dương Anh hùng. Năm 2002, tên ông được đặt cho con đường nối từ đường Hồ Tùng Mậu qua Bệnh viện 19-8 của Bộ Công an đến khu chợ tạm, thuộc phường Mai Dịch, quận Cầu Giấy, Hà Nội.